# Masahiro Ōta
Masahiro Ōta (jap. 太田 昌宏, Ōta Masahiro; * 28. April 1970 in der Präfektur Kyoto) ist ein ehemaliger japanischer Fußballspieler.

## Karriere
Ōta erlernte das Fußballspielen in der Schulmannschaft der Yamashiro High School und der Universitätsmannschaft der Dōshisha-Universität. Seinen ersten Vertrag unterschrieb er 1993 bei JEF United Ichihara. Der Verein spielte in der höchsten Liga des Landes, der J1 League. Für den Verein absolvierte er sechs Erstligaspiele. 1995 wechselte er zum Ligakonkurrenten Urawa Red Diamonds. Ende 1997 beendete er seine Karriere als Fußballspieler.